# Guy Edwards
Guy Richard Goronwy Edwards (Macclesfield, 30 december 1942) is een Brits voormalig Sportscar- en Formule 1-coureur. 

## Carrière
Edwards reed in 1974, 1976 en 1977 zeventien Grands Prix-races meetellend voor het wereldkampioenschap Formule 1 voor de teams van Hill, Hesketh Racing en BRM. Hij debuteerde op 13 januari 1974 tijdens de GP van Argentinië. Zijn laatste deelname vond plaats op 23 oktober 1977, in de GP van Japan in Fuji. Hij behaalde geen enkel punt voor het WK. Zijn beste klassering was de zevende in de GP van Zweden, één plaats te laag voor een punt.
Edwards behoorde tot het groepje coureurs (samen met de Italiaan Arturo Merzario, de Amerikaan Brett Lunger en de Oostenrijker Harald Ertl) dat in 1976 Niki Lauda van de vuurdood redde tijdens diens zware crash op de Nürburgring. 
Edwards nam van 1978 tot 1980 deel aan het British Formula One Series-kampioenschap in Groot-Brittannië, waarin hij meermaals won, in verschillende chassis: March, Fittipaldi en Arrows.

## Familie
Op 15 oktober 2013 verongelukte Sean Edwards, de zoon van Guy, ook autocoureur.